# Typhlodromus deleoni
Typhlodromus deleoni är en spindeldjursart som först beskrevs av Denmark och Muma 1975.  Typhlodromus deleoni ingår i släktet Typhlodromus och familjen Phytoseiidae. Inga underarter finns listade i Catalogue of Life.